# Egino
Egino eller Egin (død 19. oktober 1072 i Lund) var biskop i Dalby og i Lund Domkirke (1066–1072).
Egino hørte under ærkebiskoppen af Hamborg-Bremen og kom til Skåne omkring 1060 da han blev indbudt af den danske konge Svend Estridsen.
I Lund fandtes allerede en angelsaksisk missionsbiskop, Henrik. Derfor blev Egino i begyndelsen henvist til kongsgården i Dalby, hvorfra han bedrev mission efter Hamborg-Bremensk retning. Han havde ikke noget egentligt stift, selv om begrebet Dalby Stift forekommer ind imellem.
Egino, der var viet til biskop i Bremen, virkede ivrigt for at omvende hedningerne i Blekinge og på Bornholm.
Sammen med biskop Vilhelm i Roskilde modsatte han sig Svend Estridsens giftermål med Gunhild Anundsdotter.
Da Henrik døde 1066 blev Egino forflyttet til Lund og blev ordineret til biskop der, trods at han havde modsat sig Svend Estridsens giftermål.
Under Eginos tid som biskop i Lund menes Lunds Stift at være oprettet. Kort før sin død foretog Egino en rejse til Rom.